# Лі Саньцай
Лі Саньцай (李三才, д/н —1624) — китайський політик, державний службовець часів династії Мін.

## Життєпис
Народився у м. Тунчжоу поблизу Пекіна. Про дату його народження немає точних відомостей. Походив з родини військових. Здобув гарну освіту. У 1574 році з успіхом склав імператорський іспит та отримав вищу вчену посаду цзіньши. Після цього отримав посаду урядового чиновника у столиці. Згодом вступив у конфлікт з впливовим євнухом Чень Цзеном, захищаючи свого друга. Внаслідок цього був відправлений до провінції: деякий час служив у Шаньдуні.
У 1599 році отримав призначення губернатора краю Хуайфу, куди входило декілька провінцій. Під час своєї каденції вів боротьбу з корупцією, багато зробив для поліпшення економічного стану краю. Водночас багато разів направляв імператору Ваньлі доповіді щодо проведення нового курсу, започаткування реформ. Поступово зібрав навколо себе реформаторів, які отримали назву партія Хуайфу. Лі Саньцай встановив гарні стосунки з Ґу Сяньченом, очільником Дунлінь. Поступово дунліньці стали вимагати від імператора призначити Лі Саньцая до Імператорського секретаріату (Нейге). Їх підтримали цензори-інспектори.
Зрештою у 1612 році Лі Саньцая призначають головою Відомства податків, на кшталт голови уряду. Окрім боротьби з корупцією у державі загалом Лі Саньцай намагався провести реформи для оздоровлення економіки, готував імперію для боротьби з маньчжурами. Після смерті у 1612 році Ґу Сяньчена фактично очолив партію Дунлінь. В цей же час вступив у конфлікт з впливовими євнухами та імператорською ріднею, які не бажали проведення реформ. В результаті тривалого протистояння Лі Саньцай у 1616 році подав у відставку.
Деякий час він мешкав у своєму маєтку біля Тунчжоу. тут він займався літературною діяльністю, складав вірші. Водночас гуртував прихильників реформ. У 1620 році після смерті імператора Ваньлі та вступ на трон Гуан-цзуна він мав надію повернутися до політики, але смерть останнього завадила цьому. Після приходу до влади Сі-цзуна у 1621 році Лі Саньцай спрямував нову доповідь про реформи, яке не була прийнята. Навпаки впливовий євнух Ваей Чжунсянь розгромив Дунлінь, а лі Саньцая було позбавленого вченого звання та переведено у простолюдини.
Втім захоплення маньчжурами у 1621 році Ляона змусила імператорське оточення знову звернутися до Лі Саньцая. Йому повернулися вчене звання та соціальний статус. Водночас призначили Головою податків у Нанкіні. На шляху до нового місця служби Лі Саньцай помер у 1624 році.